# Gruppi etnici nella Federazione Russa
La Federazione Russa conta circa 200 differenti gruppi etnici. Secondo il censimento del 2002, il 79.83% della popolazione (115.889.107 persone) è di lingua russa e, pertanto, è considerato dalle fonti ufficiali russe come appartenente al gruppo etnico di maggioranza dei russi, seguito, in ordine di grandezza, da:
- 3,83% tatari (5.554.601)
- 2,03% ucraini (2.942.961)
- 1,15% baschiri 	(1.673.389)
- 1,13% ciuvasci 	(1.637.094)
- 0,94% ceceni 	(1.360.253)
- 0,78% armeni 	(1.130.491)

Altri gruppi più piccoli vivono compatti nelle loro rispettive regioni e anch'essi sono categorizzati sulla base delle rispettive famiglie linguistiche. Le divisioni etnico-linguistiche considerate in questo articolo riflettono i criteri e i rilevamenti statistici del censimento ufficiale del 2002 organizzato e gestito dalle autorità russe; pertanto potrebbero essere, in taluni casi, oggetto di controversie. Ad alcuni gruppi, carenti di una lingua propria, viene negata persino l'esistenza, mentre altri gruppi potrebbero forse essere considerati semplici sottogruppi di etnie più grandi.
La seguente lista elenca tutte le etnie censite nel 2002, raggruppate per famiglia linguistica:
- Lingue indoeuropee (totale di 84,23%; 83,27% Slavi)
  - Russi 115.889.107 (79,83%)
  - Ucraini 2.942.961 (2,03%)
  - Armeni 	1.130.491 (0,78%)
  - Bielorussi 	807.970 	(0,56%)
  - Tedeschi di Russia 	597.212 	(0,41%)
  - Osseti 	514.875 	(0,35%)
  - Popolo Rom 182.766 (0,13%)
  - Moldavi 	172.330 (0,12%)
  - Tagichi 	120.136 (0,08%)
  - Greci 	97.827 	(0,07%)
  - Polacchi 	73.001 	(0,05%)
  - Lituani 	45.569 	(0,03%)
  - Bulgari 	31.965 	(0,02%)
  - Lettoni 	28.520 	(0,02%)
  - Tati 	2.303 	(0,00%)
- Popoli turchi (totale 8,36%)
  - Tatari 5.554.601 (3,83%)
  - Baschiri 	1.673.389 (1,15%)
  - Ciuvasci 	1.637.094 (1,13%)
  - Kazaki 	653.962 	(0,45%)
  - Azeri 	621.840 	(0,43%)
  - Jakuti 	443.852 	(0,31%)
  - Cumucchi 	422.409 	(0,29%)
  - Tuvani 	243.442 	(0,17%)
  - Carachi 	192.182 	(0,13%)
  - Uzbeki 	122.916 	(0,08%)
  - Balcari 	108.426 	(0,07%)
  - Turchi 	95.672 	(0,06%)
  - Nogai 	90.666 	(0,06%)
  - Hakassi 	75.622 	(0,05%)
  - Altaici 	67.239 	(0,05%)
  - Circassi 	60.517 	(0,04%)
  - Turkmeni 	33.053 	(0,02%)
  - Chirghisi 	31.808 	(0,02%)
  - Gagauzi 	12.210 	(0,01%)
  - Dolgani 	7.261 	(0,01%)
  - Tatari di Crimea 	4.131 	(0,00%)
  - Tofalari 	837 	(0,00 %)
- Lingue caucasiche (totale 3,30%)
  - Ceceni 1.360.253 (0,94%)
  - Avari 	814.473 	(0,56%)
  - Cabardi 	519.958 	(0,36%)
  - Dargin 	510.156 	(0,35%)
  - Ingusci 	413.016 	(0,28%)
  - Lesgi 	411.535 	(0,28%)
  - Georgiani 	197.934 	(0,14%)
  - Laki 	156.545 	(0,11%)
  - Tabassarani 	131.785 	(0,09%)
  - Adighi 	128.528 	(0,09%)
  - Abazi 	37.942 	(0,03%)
  - Rutuli 	29.929 	(0,02%)
  - Aguli 	28.297 	(0,02%)
  - Šori 	13.975 	(0,01%)
  - Abcasi 	11.366 	(0,01%)
  - Tsakhuri 	10.366 	(0,01%)
- Lingue uraliche (1,91%)
  - Mordvini  	843.350 	(0,58%)
  - Udmurti 	636.906 	(0,44%)
  - Mari 	604.298 	(0,42%)
  - Komi 	293.406 	(0,20%)
  - Komi-Permiacchi 	125.235 	(0,09%)
  - Careliani 	93.344 	(0,06%)
  - Nenci 	41.302 	(0,03%)
  - Finlandesi d'Ingria 	34.050 	(0,02%)
  - Ostiachi 	28.678 	(0,02%)
  - Estoni 	28.113 	(0,02%)
  - Mansi 	11.432 	(0,01%)
  - Vepsi 	8.240 	(0,01%)
  - Selcupi[1]	4.249 	(0,00%)
  - Jukaghiri 	1,509 	(0,00%)
  - Sami 	1.991 	(0,00%)
  - Nganasan 	834 	(0,00%)
  - Izoriani 	314 	(0,00%)
  - Enci 	237 	(0,00%)
- Mongoli (0,43%)
  - Buriati 	445.175 	(0,31%)
  - Calmucchi 	173.996 	(0,12%)
- Afro-russi 150.700 (0,27%)
  - Nigeriani (0,10%)
  - Congo (RDR Congo e RC) (0,6%)
  - Russi/Mulatti (di origine sovietico/russa) (0,5%)
  - Repubblica Centrafricana (0,4%)
  - Afroamericani (0,1%)
  - Altri (0,1%)
- Coreani 	148.556 	(0,10%)
- Lingue tunguse (0,02%)
  - Evenchi 	35.527 	(0,02%)
  - Eveni 	19.071 	(0,01%)
  - Hezhen 	12.160 	(0,01%)
  - Ulchi 	2.913 	(0,00%)
  - Udege 	1.657 	(0,00%)
  - Oroci	686 	(0,00%)
  - Negidali 	567 	(0,00%)
  - Orok	346 	(0,00%)
- Lingue ciukotko-kamciatke (totale 0,02%)
  - Čukči 	15.767 	(0,01%)
  - Coriachi 	8.743 	(0,01%)
  - Itelmeni 	3.180 	(0,00%)
  - Ciuvani 	1.087 	(0,00%)
- Lingue semitiche (0,01%)
  - Assiri 	13.649 	(0,01%)
  - Ebrei della Montagna o Juhuro	229.938 (0,16%)
- Nivchi 	5.162 	(0,00%)
- Lingue eschimo-aleutine
  - Eschimesi 	1.750 	(0,00%)
  - Aleuti 	540 	(0,00%)
- Ket 	1.494 	(0,00%)

Circa l'1,6% della popolazione russa, infine, è considerata non nativa o non appartenente ad alcun gruppo etnico. Il censimento ha quindi aggiunto un ultimo gruppo "non riconosciuto" composto da 42.980 individui (0,03%).